# تپه چیا زرین
تپه چیا زرین مربوط به هزاره ۵ قبل از میلاد - هزاره اول قم است و در شهرستان کوهدشت، بخش مرکزی، دهستان گل گل، ۲۰۰ متری جنوب غرب روستای کمربله واقع شده و این اثر در تاریخ ۲۸ اسفند ۱۳۸۵ با شمارهٔ ثبت ۱۸۸۱۴ به‌عنوان یکی از آثار ملی ایران به ثبت رسیده است.